# Epiblema hirsutana
Epiblema hirsutana es una especie de polilla del género Epiblema, familia Tortricidae.
Fue descrita científicamente por Walsingham en 1879.

## Distribución
Se encuentra en los Estados Unidos (California).